# Bhandargali, Khanapur
Bhandargali là một làng thuộc tehsil Khanapur, huyện Belgaum, bang Karnataka, Ấn Độ.